# Manilkara pobeguinii
Manilkara pobeguinii là một loài thực vật có hoa trong họ Hồng xiêm. Loài này được Pierre ex Dubard mô tả khoa học đầu tiên năm 1914.